# 2018—2019年加沙边境抗议事件
2018年加沙邊境抗議事件於2018年3月30日開始，在加沙地带靠近以色列邊境處進行。進行示威的巴勒斯坦人要求原居於以色列的巴勒斯坦人及其後代可以享有返回故鄉定居的權利。他們也抗議以色列對加沙的長期封鎖以及美國把駐以色列大使館搬遷到耶路撒冷。示威由獨立的活躍分子發起，並得到哈马斯的認可和支持。造成自2014年加沙戰爭以來最嚴重的以巴衝突傷亡。
在2018年3月30日至5月15日期間，以色列士兵發射催淚彈和實彈，至少110名巴勒斯坦人喪生。其中一些人是不同的巴勒斯坦武裝組織的成員。截至2018年5月15日，以軍有一名士兵受輕傷。
在美國駐以色列大使館遷往耶路撒冷之日，即2018年5月14日星期一，巴人示威進一步升溫。以軍估計在加沙的12個地點共有35,000人參與示威，另有數千人朝着邊境圍欄前進。在加沙邊境，以色列人的開火造成448名巴人受傷，41名示威者被殺，其中3人正帶着爆炸物前往圍欄。
2018年6月13日聯合國大會第十屆緊急特別會議以120票贊成、8票反對、45票棄權作出联合国大会第ES-10/20号决议批評以色列對本事件的镇压。

加沙地帶地圖